# 塔加拉螳属
塔加拉螳属（学名：Tagalomantis）为宽颈螳科的一个属。

## 下属物种
本属包括以下物种：
- 短塔加拉螳 Tagalomantis brevis Beier, 1952
- 马尼拉塔加拉螳 Tagalomantis manillensis Saussure, 1870